# Pseudopterogorgia thomassini
Pseudopterogorgia thomassini is een zachte koraalsoort uit de familie Gorgoniidae. De koraalsoort komt uit het geslacht Pseudopterogorgia. Pseudopterogorgia thomassini werd in 1972 voor het eerst wetenschappelijk beschreven door Tixier-Durivault. 